# Вулиця Митрополита Шептицького (Тернопіль)
Вулиця Митрополита Шептицького — вулиця у місті Тернополі. Названа на честь предстоятеля Української греко-католицької церкви митрополита Андрея Шептицького. Довжина — приблизно 1500 м, напрямок — з півночі на південь та південний захід.
Розпочинається від вулиці Князя Острозького, пролягає в напрямку до вулиці Торговиця, після перехрестя з нею простує на південь, роблячи два повороти, закінчується на перетині з вулицею Степана Будного.
До вулиці Митрополита Шептицького з лівої сторони прилучаються вулиці Липова та Оболоня, з правої сторони — Медова та провулок Цегельний.

## Історія
Вулиця, яка від Микулинецької (тепер вул. Князя Острозького) збігала вниз, сягаючи Торговиці, де торгували худобою, мала промовисту назву Широка. Оточували її в основному партерові будинки, з яких деякі збереглися і досі. Ще однією прикметною ознакою цієї вулиці наприкінці XIX — початку XX ст. були механічні майстерні Антона Ольшанського. В них у Тернополі було започатковано обслуговування й ремонт перших авто, а відтак і автобусів. Будівлі справа перед «Збручем» тепер добудовані на поверх і досі використовуються.
Правда, вже на початку XX століття з'явилися й багатоповерхівки. І досі на наріжному будинку нинішньої вулиці Митрополита Шептицького можна побачити викладену цеглою дату — 1911 рік. Сьогодні характер лівої сторони вулиці визначають в основному новобудови, в перших поверхах яких розмістилися різноманітні магазини. Прикметною ознакою новітнього часу стала поява на цій вулиці банківських установ.
У 1920-х рр. вулиця була названа на честь одного із найстаріших боярських родів Галицької землі, які дали плеяду видатних церковних діячів як греко-католицького, так і латинського обряду. Серед них єпископ Варлаам Шептицький (1647 — 1715), єпископ Львівський Атанасій Шептицький (1686 — 1746), єпископ Перемишльський Атанасій Шептицький (1762 — 1779), єпископ Львівський і Київський митрополит Лев Шептицький (1717 — 1779). Зі сполонізованої вітки роду Шептицьких було ще два римо-католицькі єпископи — Єронім Шептицький та Мартин Шептицький. Отож у 20-х рр. минулого століття вулиця була названа на честь роду Шептицьких. Вже у радянські часи, у 1948 р., вулицю назвали іменем радянського поета Володимира Маяковського, яке вона носила аж до початку 1990 р. Саме тоді вулицю було названо іменем Митрополита Андрея Шептицького — видатного діяча греко-католицької церкви.

## Транспорт
Рух автотранспорту від початку вулиці до перехрестя з вулицею Торговиця — односторонній, від вказаного перехрестя до кінця вулиці — двосторонній. Рух електротранспорту від початку вулиці до перехрестя з вулицею Торговиця — односторонній, після перехрестя тролейбуси рухаються тільки вулицею Торговиця.
Наприкінці вулиці є міст через річку Серет. Дорожнє покриття від початку до кінця вулиці — асфальт. 
На вулиці розміщені три зупинки громадського транспорту:
- вул. Андрея Шептицького — автобусні маршрути № 13, 14, 17, 20, 20А, 22, 22А, 23, 26, 26А, 31, 33, 36, 37, 39, тролейбуси № 3 (з 11:00 до 17:00), 4, 7, 8, 9.
- Овочевий ринок (від центру) — автобусні маршрути № 20А, 22А, 26А, 37, 39.
- Овочевий ринок (до центру) — автобусні маршрути № 12, 29, 50.

## Установи, організації
- Відділення Приватбанку
- Відділення Дельта Банку у Тернопільській області.[5]
- Торговий центр «Soteria»

## Пам'ятки
Два будинки на вулиці Митрополита Шептицького внесені до реєстру пам'яток архітектури місцевого значення:
- Житловий будинок (вул. Шептицького, 2, охоронний номер 2034-М)
- Колишня міська бойня (вул. Шептицького, 23, охоронний номер 344-М)

## Галерея

Будинок № 2
Будинок № 4-А
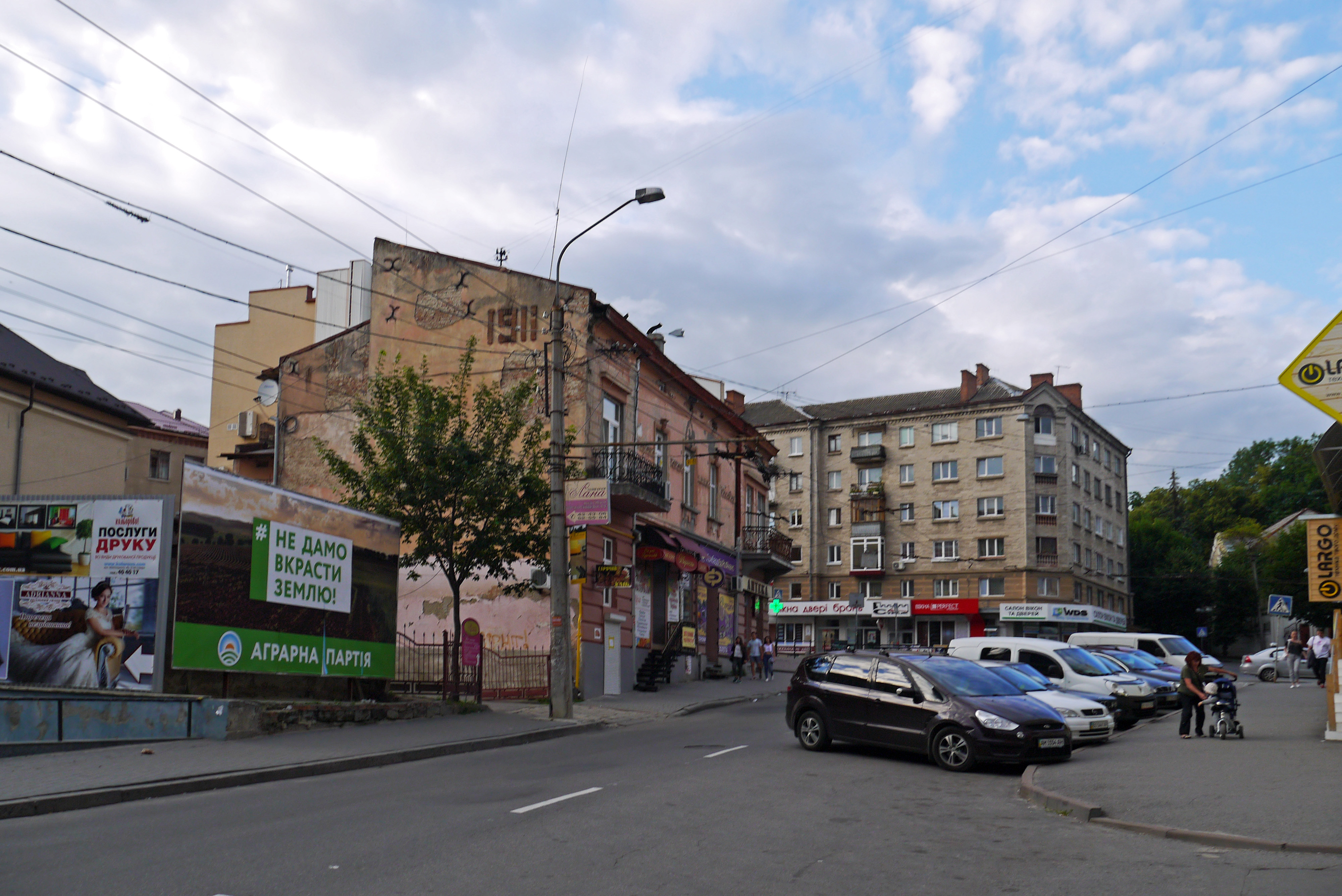
Будинок № 2
Овочевий ринок